# Aerotec SA Industria Aeronáutica
Aerotec SA Indústria Aeronáutica war ein brasilianischer Flugzeughersteller, der 1962 mit Unterstützung des brasilianischen Generalkommandos für Luft- und Raumfahrttechnik in  São José dos Campos gegründet wurde.
Beginnend in den späten 1960er Jahren, produzierte die Firma ein zweisitziges Schulflugzeug für die brasilianische Luftwaffe, die Aerotec A.122 Uirapuru. Dreißig Einheiten wurden für den zivilen Markt produziert. Die Uirapuru wurde auch nach Bolivien und Paraguay exportiert.
Danach produzierte Aerotec bis 1980 hauptsächlich Komponenten für Embraer. Zu diesem Zeitpunkt zeigte die brasilianische Luftwaffe Interesse an einer leistungsgesteigerten Version der Uirapuru. Ein Prototyp mit verbesserter Cockpithaube und vergrößertem Leitwerk wurde als A.132 Uirapuru II gebaut. Da die brasilianische Luftwaffe diese Maschine nicht bestellte, wurden nur einige Exemplare für Bolivien produziert.
Im Jahre 1987 wurde das Unternehmen von Embraer übernommen.

## Flugzeuge
- A.122A Uirapuru – T-23 Militärisches Anfängerschulflugzeug
- A.122B Uirapuru – Zivilversion[1]
- A.122C Uirapuru – T-23C
- A.132 Uirapuru II – überarbeitete Version mit verbesserter Cockpithaube und vergrößertem Leitwerk[1]